# Thomas Duivenvoorden
Thomas Duivenvoorden (Noordwijkerhout) is een Nederlands voetbaltrainer en voormalig voetballer.

## Clubcarrière
Duivenvoorden is geboren in Noordwijkerhout. Hij begon te voetballen in de jeugd bij VVSB. Gehinderd door een vervelende knieblessure kwam er op 18 jarige leeftijd een einde aan zijn loopbaan als voetballer. Hierna werd hij jeugd trainer van VVSB, VV Wilhelmus, Alphense Boys en ADO Den Haag. 

## Trainercarrière

### RKSV DOSR
Op 30 januari 2015 werd bekend dat Duivenvoorden wordt trainer van RKSV DOSR. Op 7 november 2017 werd bekend dat Duivenvoorden vertrekt eind van het seizoen bij RKSV DOSR.

### VV Katwijk
Op 13 december 2017 werd bekend dat Duivenvoorden gaat stage lopen bij VV Katwijk. Hij wordt dan assistent-trainer van Jan Zoutman voormalige trainer van K.v.v. Quick Boys.

### SV Den Hoorn
Op 22 december 2018 werd bekend dat Duivenvoorden wordt trainer van SV Den Hoorn. Onder Duivenvoorden was verboden om lange bal te spelen. Op 30 december 2019 werd bekend dat Duivenvoorden is bezig met laatste seizoen bij SV Den Hoorn en hij vertrok naar FC Rijnvogels. Duivenvoorde tekende voor één seizoen.

### FC Rijnvogels
Op 20 november 2021 verlengd hij een contract bij FC Rijnvogels. Duivenvoorden was hoofdtrainer van FC Rijnvogels van 2020 tot 2023. Onder Duivenvoorden werd FC Rijnvogels Kampioen van Hoofdklasse Zaterdag in 2021/22. Op 25 oktober 2022 werd bekend dat Duivenvoorden is bezig met laatste seizoen bij FC Rijnvogels en hij vertrok naar K.v.v. Quick Boys.
Duivenvoorden zijn laatste duel als een trainer bij FC Rijnvogels, Hij verloor met 0-4 van Excelsior '31.

### K.v.v. Quick Boys
Op 19 augustus 2023 in de uitwedstrijd tegen De Treffers maakte Duivenvoorden zijn debuut als een trainer voor K.v.v. Quick Boys. Hij won de wedstrijd met 1-3. Quick Boys versloeg NAC Breda (1-0) en Graafschap (2-0) in KNVB Beker 2023/24. Quick Boys kwam in het achtste finale duel op voorsprong en vocht zich vervolgens twee keer terug van een achterstand: 3-3. In de penaltyserie kwam Quick Boys op voorsprong, maar AZ won alsnog. Quick Boys werd derde in competitie, Tweede divisie 2023/24.
In het seizoen 2024/25 stuntte Quick Boys door in de strijd om de KNVB-beker zowel in de eerste als tweede ronde van een eredivisieclub te winnen. Na een 3-0-overwinning op Almere City, werd Fortuna Sittard met 3-1 verslagen. Dat wekt interesse van AFC Ajax, Graafschap, Feyenoord, sc Heerenveen en AZ.    Een volgende stunt kwam op 16 januari 2025, toen Quick Boys de kwartfinales wist te bereiken door met 3-2 SC Heerenveen te verslaan. Duivenvoorden deed begin november 2024 examen in Zeist om toegelaten te worden en hij had een groen licht gekregen. Op basis van zijn prestaties de laatste jaren is dat geen verrassing. Duivenvoorden is toegelaten tot de UEFA Pro-cursus, ook wel de cursus coach betaald voetbal genoemd.
Op 26 januari 2025 werd bekend dat Duivenvoorden gaat vertrekken eind van het seizoen bij Quick Boys. Onder Duivenvoorden werd Quick Boys Kampioen van Tweede Divisie in 2024/25.

### BV De Graafschap
Op 29 januari 2025 werd bekend dat Duivenvoorden wordt assistent-trainer van Marinus Dijkhuizen bij Graafschap. Hij tekende contract tot met eind juli 2027 met een optie voor nog een jaar.

## Statistieken
| Team                       | begin          | Tot            | wedstrijden | wedstrijden | wedstrijden | wedstrijden | wedstrijden | wedstrijden  |
| Team                       | begin          | Tot            | G           | W           | D           | L           | Doelp. voor | Doelp. tegen |
| -------------------------- | -------------- | -------------- | ----------- | ----------- | ----------- | ----------- | ----------- | ------------ |
| FC Rijnvogels              | 2020           | 2023           | 71          | 42          | 9           | 20          | 155         | 102          |
| K.v.v. Quick Boys          | 2023           | 2025           | 76          | 49          | 12          | 15          | 168         | 93           |
| Carrièretotaal             | Carrièretotaal | Carrièretotaal | 147         | 92          | 21          | 35          | 324         | 195          |
| Bijgewerkt t/m 24 mei 2025 |                |                |             |             |             |             |             |              |

## Erelijst

### Als trainer
| Nationaal                |    |         |
| Tweede Divisie           | 1x | 2024/25 |
| Hoofdklasse Zaterdag (A) | 1x | 2021/22 |

### Persoonlijk
| Individueel                  |    |         |
| VVON Trainer van het seizoen | 1x | 2023/24 |